# CUS Parma
Il CUS Parma è la società polisportiva dell'Università di Parma fondata nel 1946 da Luigi Anedda ed un gruppo di studenti universitari. Il CUS Parma è federato con il Centro Universitario Sportivo Italiano. Nel 2016 il CUS Parma ha raggiunto un importante traguardo festeggiando i 70 anni di attività.
Parma a livello nazionale conta anche uno dei centri universitari sportivi (CUS Parma) più funzionali, caratterizzato da una grande forza organizzativa e numerosi centri all'avanguardia, come il PalaCampus presso il Campus dove si trova anche la sala pesi e diverse palestre. Tra le strutture del CUS Parma si annoverano anche campi da calcio, calcetto e tennis che possono essere prenotati sia da studenti sia da esterni.
Nel corso della sua storia, il CUS Parma ha riportato numerosi trofei: nel 1947 con Guerra ha conquistato la medaglia d'oro nell'individuale di ciclismo ai Campionati Nazionali Universitari, nel 1948 il primo titolo a squadre nella disciplina ciclistica, nel 1971 il tecnico Giorgio Muzzi ha portato la squadra di pallavolo femminile alla conquista dello scudetto, nel 1997 inizia una lunga serie di vittorie nella disciplina del baseball con lo scudetto e la Coppa delle Coppe Europea, che continua poi nel 1998 e 1999 con la Coppa dei Campioni e nel 2000 con la Coppa Italia. Le discipline tutt'oggi praticate, che hanno spesso portato diversi atleti a vestire la maglia azzurra, sono atletica leggera,  pallavolo,  tennis, calcio, basket, sci, triathlon,  golf,  judo e  kickboxing.
L'attuale Presidente, eletto nel 2024, è IacopoTadonio.

## Calcio a 5
- Campioni d'Emilia 2008

## Triathlon
- Vice Campioni del Campionato Italiano Società nel 2017 e 2018.

## Baseball
- La CUS Cariparma ha vinto la coppa dei campioni 13 volte.

## Rugby
- 1956-57 6ª in Serie A Girone C
- 1957-58 3ª in Serie A Girone C
- 1958-59 7ª in Serie A Girone B
- 1959-60 8ª in Serie A retrocessa

## Pallacanestro
- Prima squadra in Promozione.
- CNU (campionati nazionali universitari): fasi finali a Catania 2017 e medaglia di bronzo L’Aquila 2019.

## Impianti
Campus Universitario - Parco Area delle Scienze
- una sala judo
- tre campi da calcio di cui uno in sntetico
- quattro campi da tennis coperti
- due campi da tennis scoperti in terra rossa
- una pista d'atletica leggera a sei corsie con pedane per lanci e concorsi
- un rettilineo coperto con quattro corsie da 60 m in tartan per atletica leggera
- due impianti coperti con fondo in erba sintetica per calcio a 5
- quattro campi da calcio a 5 all'aperto (due in erba sintetica)
- un campo da golf a sei buche con annesso campo pratica
- un campo da pallacanestro all'aperto
- una palestra per pallavolo e pallacanestro
- una sala pesi
- una sala aerobica
- una sala per sport da combattimento

### PalaLottici
- una pista a cinque corsie da 160 metri indoor
- un rettilineo 60 metri a 6 corsie indoor
- una buca salto in lungo indoor
- Pedana per salto in alto e salto con l'asta